# 펠흐르지모프구

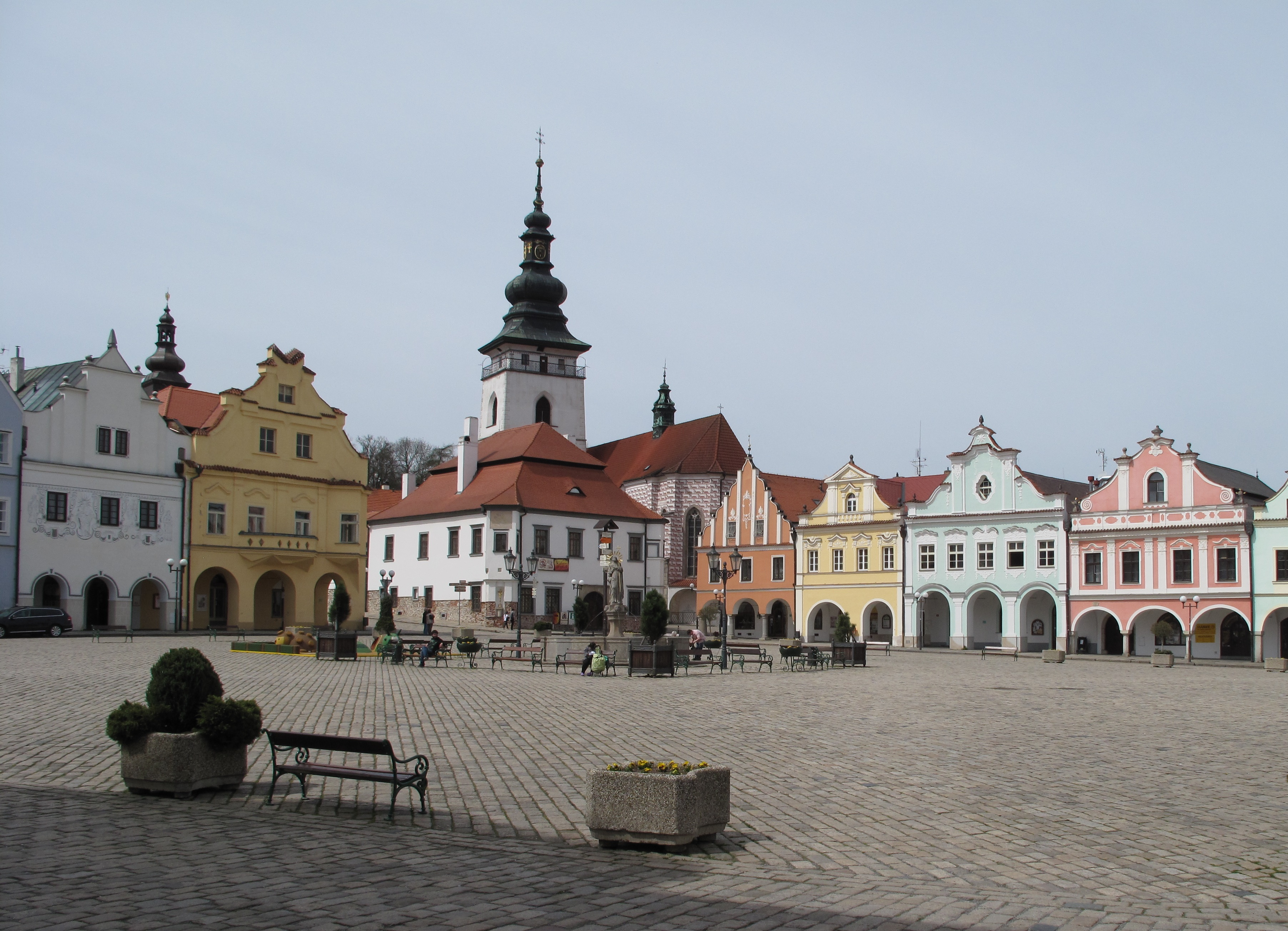
펠흐르지모프구의 행정 중심지인 펠흐르지모프

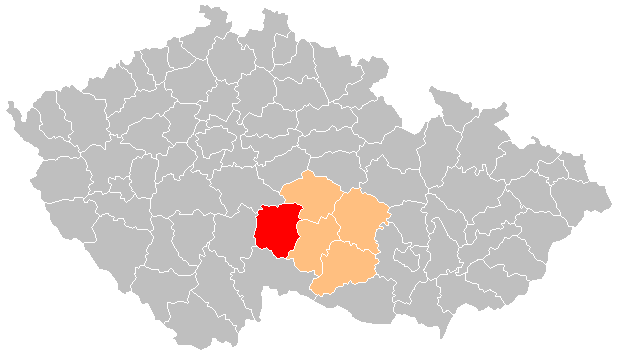
펠흐르지모프구의 위치

펠흐르지모프구(체코어: Okres Pelhřimov)는 체코 비소치나주를 구성하는 5개 구 가운데 하나로 행정 중심지는 펠흐르지모프이며 면적은 1,290km2, 인구는 72,226명(2019년 1월 1일 기준), 인구 밀도는 56명/km2이다.
비소치나주 서부에 위치하며 120개 지방 자치체(13개 시, 107개 마을)를 관할한다. 비소치나주 하블리치쿠프브로트구, 이흘라바구, 중앙보헤미아주 베네쇼프구, 남보헤미아주 타보르구, 인드르지후프흐라데츠구와 접한다.